# Консул (Древний Рим)
Ко́нсул (лат. consul) — высшая выборная должность или магистратура в Древнем Риме эпохи республики.
Консулы Древнего Рима имели знаки различия — жезлы, изготовленные из слоновой кости.

## История
Этимология и значение преобладавшего впоследствии термина consules спорны. В античности его переводили как «заботящиеся» о родине, гражданах, государстве или «опрашивающие» народ и сенат, а в новое время различные историки античности переводили по-разному: Бартольд Нибур — «вместе находящиеся», Теодор Моммзен — «вместе танцующие», Эрнст Херцог — «вместе идущие», Вильгельм Зольтау — «вместе заседающие», то есть товарищи (collegae).
Должность консула была коллегиальной, то есть консулов было сразу двое, с 509 года до н. э. избирались они Сенатом на один год в центуриатных комициях. Коллегия двух консулов была учреждена, согласно античной традиции, после изгнания царя Тарквиния Гордого. Должность упразднена в 705 году — спустя 229 лет после падения Рима.
Согласно римской традиционной истории, консулы сначала выбирались только из патрициев, но в результате борьбы плебеев с патрициями с 367 до н. э. один из консулов стал избираться из плебеев (первым таким человеком стал Луций Секстий). Однако современные историки ставят это под сомнение, указывая, что около 30 % консулов, правивших до Луция, носили не патрицианские, а плебейские имена.
С 222 по 153 год до н. э. консулы вступали в должность в мартовские иды, то есть 15 марта. Позднее консульский год стал начинаться с 1 января.
Консулы обладали высшей гражданской и военной властью, набирали легионы и возглавляли их, созывали сенат и комиции, председательствовали в них, назначали диктаторов, производили ауспиции и так далее. В чрезвычайных обстоятельствах сенат наделял консулов неограниченными полномочиями. Право вести судебные процессы по гражданским делам с 367 года до н. э. перешло к младшим коллегам консулов — преторам.
Помощниками консулов были квесторы.
Знаками отличия консула являлись тога с широкой пурпурной каймой, курульное кресло (лат. Sella curulis), инкрустированное слоновой костью, и сопровождение 12 ликторов с фасциями, в которые за городской чертой вкладывались ликторские секиры или топоры как символ порученного консулам права казнить и миловать внегородских нарушителей от носителя власти в городах – народа.
В римской системе летосчисления годы обозначались именами консулов данного года (они именовались лат. CONSULES ORDINARII).
По законам республики, минимальный возраст консула составлял 41 (для патриция) и 42 года (для плебея). Но дозволялись исключения: Сципион Африканский впервые стал консулом в 30 лет, Гней Помпей Великий в 27 лет, а Октавиан Август в 19 лет.
По окончании срока должности консулы получали в управление какую-либо провинцию и звание проконсула.
В эпоху империи консулы утратили реальную государственную власть: их должность превратилась в почётный титул, поскольку консульские полномочия отныне переходили к императору и, таким образом, магистратура становилась назначаемой. От титула консула происходит византийский титул ипата.

## Многократные консулы
| №    | Имя                            | 1-й консул                       | 2-й консул         | Военный трибун с консульской властью | 1     | 2 | ВТ | Всего |
| ---- | ------------------------------ | -------------------------------- | ------------------ | ------------------------------------ | ----- | - | -- | ----- |
| 1-5  | Октавиан Август                | 43(суф.), 33, 30, 29, 28, 27     | 31                 |                                      | 6     | 1 |    | 7     |
| 1-5  | Гай Марий                      | 104,103,102,101,100              | 107, 86            |                                      | 5     | 2 |    | 7     |
| 1-5  | Луций Фурий Медуллин           |                                  |                    | 407, 405, 398, 397, 395, 394, 391    |       |   | 7  | 7     |
| 1-5  | Луций Эмилий Мамерцин          |                                  |                    | 391, 389, 387, 383, 382, 380, 377    |       |   | 7  | 7     |
| 1-5  | Сервий Корнелий Малугинский    |                                  |                    | 386, 384, 382, 380, 376, 370, 368    |       |   | 7  | 7     |
| 6    | Луций Валерий Потит            | 393 (десигнат), 392              |                    | 414, 406, 403, 401, 398              | 1 (2) |   | 5  | 6 (7) |
| 7-12 | Марк Валерий Корв              | 348, 346, 343, 300               | 335, 299 (суф.)    |                                      | 4     | 2 |    | 6     |
| 7-12 | Гай Сульпиций Петик            | 364, 355, 353, 351               | 361                | 380                                  | 4     | 1 | 1  | 6     |
| 7-12 | Тит Квинкций Капитолин Барбат  | 468, 446                         | 471, 465, 443, 439 |                                      | 2     | 4 |    | 6     |
| 7-12 | Квинт Сервилий Фиденат         |                                  |                    | 402, 398, 395, 390, 388, 386         |       |   | 6  | 6     |
| 7-12 | Марк Фурий Камилл              |                                  |                    | 401, 398, 394, 386, 384, 381         |       |   | 6  | 6     |
| 7-12 | Публий Валерий Потит Публикола |                                  |                    | 386, 384, 380, 377, 370, 367         |       |   | 6  | 6     |
| 8-15 | Гай Юлий Цезарь                | 59, 48, 46, 45 (без коллеги), 44 |                    |                                      | 5     |   |    | 5     |
| 8-15 | Квинт Фабий Максим Руллиан     | 322, 310, 297, 295               | 308                |                                      | 4     | 1 |    | 5     |
| 8-15 | Луций Папирий Курсор           | 320, 319, 315, 313               | 326                |                                      | 4     | 1 |    | 5     |
| 8-15 | Квинт Фабий Максим Кунктатор   | 233, 215 (суф.), 214, 209        | 228                |                                      | 4     | 1 |    | 5     |
| 8-15 | Марк Клавдий Марцелл           | 222, 215 (суф.), 210, 208        | 214                |                                      | 4     | 1 |    | 5     |
| 8-15 | Луций Сергий Фиденат           |                                  | 437, 429           | 433, 424, 418                        |       | 2 | 3  | 5     |
| 8-15 | Луций Лукреций Триципитин Флав | 393 (суф)                        |                    | 391, 388, 383, 381                   | 1     |   | 4  | 5     |
| 8-15 | Луций Валерий Публикола        |                                  |                    | 394, 389, 387, 383, 380              |       |   | 5  | 5     |

Ещё 18 человек занимало должность консула или военного трибуна с консульской властью или должность децемвира с консульской властью по 4 раза.